# Bowdon (Wielki Manchester)
Bowdon – wieś w Anglii, w hrabstwie ceremonialnym Wielki Manchester, w dystrykcie metropolitalnym Trafford. Leży 14 km na południowy zachód od centrum miasta Manchester. W 2006 miejscowość liczyła 8806 mieszkańców.